# Rohan de Saram
Rohan de Saram (* 9. März 1939 in Sheffield; † 29. September 2024 in London) war ein britischer Cellist. Er war von 1979 bis 2005 Cellist im Arditti Quartett und spielte sowohl als Solist als auch im Quartett bedeutende Uraufführungen.

## Leben und Karriere
Rohan de Saram wurde am 9. März 1939 in Sheffield, Yorkshire, England, als Sohn ceylonesischer Eltern geboren. Sein Vater, Robert de Saram, war Jurist, und seine Mutter, Miriam Pieris Deraniyagala, Tänzerin. Sie hatten sich in England getroffen und dort geheiratet. Seine Mutter hatte Gesang und Geige in England studiert, während ihr Vater, Sir Paul Pieris-Daraniyagala dort arbeitete. Als der Zweite Weltkrieg ausbrach, zog die Familie per Schiff in ihr Heimatland zurück.

### Kindheit in Caylon
Die Familie lebte in Colombo, wo der Vater als Rechtsanwalt arbeitete. Der Junge besuchte den Kindergarten im Bishop's College und dann im S. Thomas' College, Mount Lavinia. Er wuchs mit drei jüngeren Geschwistern auf, Skanda, Druvanand „Druvi“ und Niloo. Der Vater war begeistert von Musik, ein versierter Pianist und an Komposition interessiert. Seine Mutter, Myra Loos-de Saram hatte in Europa Klavier studiert. Alle Kinder erhielten Klavierunterricht bei Irene Vanderwall, einer Absolventin der Royal School of Music in London. Miriam Pieris, deren Mutter, Lady Hilda Obeyesekere, ebenfalls eine ausgebildete Pianistin war, interessierte sich für traditionellen Tanz aus Kandy; Rohan erlernte auch traditionelles Trommeln.
Im College erhielt Rohan Musikunterricht bei Kaplan Roy Henry Bowyer-Yin, der in Cambridge studiert hatte. Yin gab nach der Schule Unterricht, in dem Rohan, sein Bruder und ihr Vater stundenlang mit Yin Musikaufnahmen hörten und diskutierten. Martin Hohermann, der vor den Nazis aus Polen geflohen war und in einer Jazzband Cello spielte, hörte Rohan in einem Schulkonzert und erteilte ihm Cellounterricht. Nach nur einem Jahr gab der Junge 1950 sein erstes öffentliches Konzert im Grand Oriental Hotel; unter den Zuhörern waren Viscount Soulbury und der erste Premierminister, D. S. Senanayake. Beeindruckt von den Fortschritten seines Schülers, riet Hohermann dessen Mutter, den Sohn für besseren Unterricht nach Europa zu bringem.
Nach einem Vorspiel bot ihm Sir George Dyson ein Stipendium am Royal College of Music an. Der Junge spielte Pablo Casals in Südfrankreich vor. Ein Schüler von Casals, der katalanische Cellist Gaspar Cassadó, hörte Rohan spielen, als er in Südasien Konzerte gab, und willigte ein, ihn ohne Honorar zu unterrichten, wenn er zu ihm nach Italien käme, während Casals sich bereit erklärte, ihm spätere Meisterklassen versprach.

### Studium
De Saram begann im Alter von 11 Jahren ein Cellostudium bei Cassadó in Siena und Florenz. Er traf dort die Geigerin Jelly d’Arányi, der Bartók und Ravel Kompositionen gewidmet hatten, zum Beispiel Tzigane. De Saram arbeitete früh mit Komponisten wie Zoltán Kodály, Francis Poulenc und Dmitri Shostakovich. 1955 war er 16-jährig der erste Gewinner des Guilhermina Suggia Award, der ihm ermöglichte, in England bei Sir John Barbirolli zu studieren und in Puerto Rico bei Casals. Casals sagte von ihm, dass es in jeder Generation nur wenige so Begabte gebe. Im nächsten Jahr gewann er den Harriet Cohen International Music Award.

### Karriere als Solist
De Saram war 1956 Solist in der Royal Festival Hall in Haydns 1. Cellokonzert mit dem National Youth Orchestra. Er gab 1959 sein Debüt in Wigmore Hall.
Auf Einladung von Dimitri Mitropoulos spielte de Saram 1960 in Carnegie Hall in New York City mit der New York Philharmonic; Aram Chatschaturjans Cellokonzert wurde von Stanisław Skrowaczewski dirigiert. Der Cellist Gregor Piatigorsky schenkte ihm einen besonderen Cellobogen. De Saram trat mit führenden Orchestern in Europe, den Vereinigten Staaten, Canada, Australien und der Sowjetunion auf, mit Dirigenten wie Barbirolli, Sir Adrian Boult, Colin Davis, Zubin Mehta, Seiji Ozawa, Malcolm Sargent und William Steinberg.
Er lebte ab 1972 in London, vor allem als Cellist, doch unterrichtete er auch am Trinity College of Music. Er traf auf Neue Musik, als er Nomos Alpha für Solocello von Iannis Xenakis für einen niederländischen Sender spielen sollte. Er sagte in einem Interview, dass er dadurch neue Techniken erlernte und eine neue Welt sich für ihn öffnete."

### Arditti Quartett und andere Gruppen
Von 1979 bis November 2005 war er Mitglied des Arditti-Quartetts, doch spielte er auch weiterhin mit anderen Musikern, unter anderem mit Markus Stockhausens „Possible Worlds“-Gruppe. Er spielte auch weiterhin die klassischen Werke für Cello, Solokonzerte, Sonaten und Bachs Cello-Suiten. Im Quartett arbeitete er mit bedeutenden Komponisten wie Luciano Berio, John Cage, Elliott Carter, Philip Glass, Sofia Gubaidulina György Ligeti, Wolfgang Rihm, Sir William Walton and Xenakis. Mit ihm als Cellist gewann das Arditti Quartett den Ernst von Siemens Musikpreis und einen Grammy Award für die Aufnahme von Werken von Elliott Carter.
De Saram arbeitete weiterhin, insbesondere während der 1980er, gelegentlich im englischen Improvisationsensemble AMM. Gemeinsam mit Rajesh Mehta arbeitete er seit 1999 im Projekt Innovative Music Meeting. Er leitete auch eine Studie über Trommelrhythmen und -melodien aus Sri Lanka. Außerdem trat er als Mitglied des Saram Klarinettentrios. Er war einer von wenigen Interpreten Neuer Musik, die auch improvisieren. Er nahm 2008 an der Heidelberg Biennale zum Thema Neue Musik und Improvisation teil.

### Uraufführungen
De Saram widmete sich der Aufführung von Werken zeitgenössischer Komponisten wie Simon Holt, Stefano Scodanibbio und James Dillon. Im Ensemble und als Solist spielte er wesentliche Uraufführungen, Werke von Berio, Bose, Benjamin Britten, Sylvano Bussotti, Sir Peter Maxwell Davies, Paul Hindemith, Mauricio Kagel, Conlon Nancarrow, Pousseur und Alfred Schnittke. Er spielte als erster Ligeti's Racine 19, Jeremy Dale Roberts Deathwatch, ein Cellokonzert, dass für ihn geschrieben wurde, Xenakis' Kottos und Toshio Hosokawas CellokonzertChant. De Saram war der Cellist in der Uraufführung von Karlheinz Stockhausens Helikopter-Streichquartett in 1995.
Berio war so beeindruckt von de Sarams Interpretation seines Il ritorno degli snovidenia, dass er für ihn Sequenza XIV komponierte. Das Werk, 2002 erschienen, bezieht auch rhythmisches Trommeln auf dem Körper des Instruments ein, inspiriert von de Sarams traditionellem Trommeln als Kind. Der Cellist spielte die Uraufführung sowie zahlreiche Erstaufführungen und spielte das Werk 2006 in der ersten vollständigen Aufnahme der Sequenze-Reihe ein.

### Persönliches
Nachdem de Sarams erste Ehe endete, heiratete er 1972 Rosemary de Saram. Sie lebten in London. Ihre Tochter Sophia wurde Ärztin und spielt Cello. Ihr Sohn Suren ist Schlagzeuger in der Band Bombay Bicycle Club. Die Geigerin Mandhira de Saram ist seine Nichte. De Saram trat oft im Duo mit seinem Bruder, dem Pianisten Druvi de Saram auf. Sie spielten auf Konzertpodien und in Aufnahmen, vor allem Prabandha, das John Mayer für sie komponiert hatte.
De Saham starb am 29. September in London im Alter von 85 Jahren.